# 302

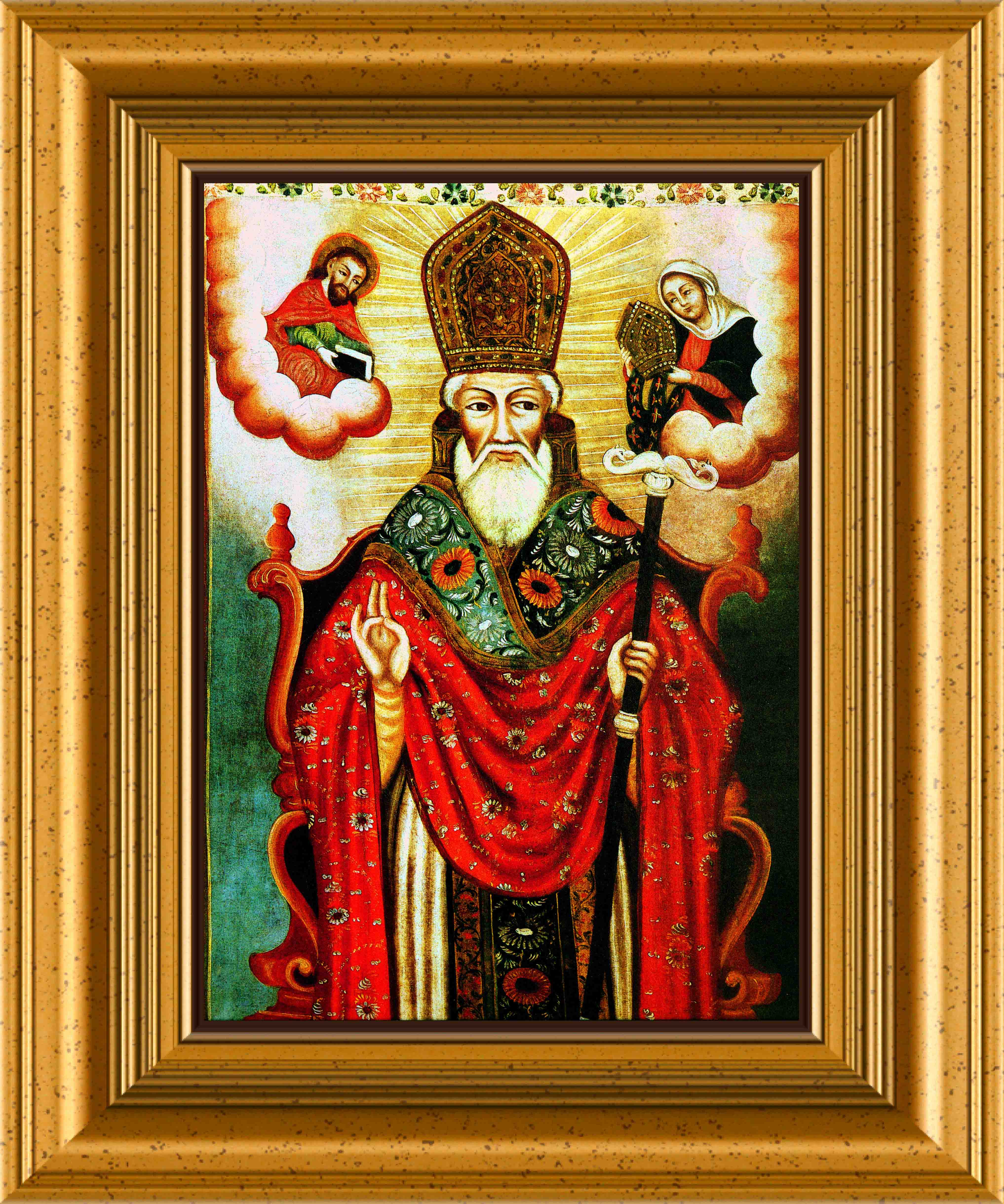
Gregorius de Verlichter

Het jaar 302 is het 2e jaar in de 4e eeuw volgens de christelijke jaartelling.

## Gebeurtenissen

### Klein-Azië
- Keizer Diocletianus begint met het doorvoeren van wetten die tegen christenen gericht zijn. Hiermee komt er een einde aan het tolerantiebesluit van 260. In die periode heeft de Kerk zich in vrijheid kunnen organiseren en uitbreiden.

### Armenië
- Gregorius de Verlichter, grondlegger van de Armeens-Apostolische Kerk, wordt als patriarch van Armenië ingewijd door Leontius van Caesarea.

### Perzië
- Hormazd II (r. 302-309) volgt zijn vader Narses op als koning van het Perzische Rijk.

## Overleden
- Arcadius van Mauretanië, christelijk martelaar
- Filomena (14), christelijk martelares en heilige
- Narses, koning van de Sassaniden (Perzië)